# سارگیس هاکوبیان
سارگیس هاکوبیان (ارمنی: Սարգիս Հակոբյան; زاده ۸ دسامبر ۱۹۲۶ - درگذشته ۱۸ ژانویهٔ ۲۰۰۷) مخترع، صنعتگر، فعال محیط زیست، بشردوست ایرانی ارمنی‌تبار بود که در سال ۱۹۴۵ به ایالات متحده آمریکا مهاجرت نمود.

## زندگی
وی در کالج لافایت در ایستون، پنسیلوانیا در رشته مهندسی مکانیک تحصیل نمود. پس از فارغ‌التحصیلی به استخدام Weller Electric Corp درآمد جایی که وی سمباده برقی (power sander) و تفنگ لحیم کاری (soldering gun) را طراحی نمود که دیرتر مهمترین تولیدات آنها شد. هاکوبیان در سال ۱۹۵۷ شرکت خود «شرکت فنی هاکوبیان» را تأسیس نمود. وی نخستین رادیوی خورشیدی را طراحی و تولید نمود.